# Prava priča (1999.)
Prava priča (eng. The Straight Story) je američki film iz 1999. godine kojeg je režirao David Lynch. Film je montirala i producirala Mary Sweeny, Lynchova bivša supruga i česta suradnica. Također je napisala scenarij skupa s Johnom E. Roachom.
Film je temeljen na istinitoj priči putovanja Alvina Straighta kroz države Iowa i Wisconsin na kosilici. Alvin (kojeg u filmu glumi Richard Farnsworth) je ostarjeli veteran Drugog svjetskog rata koji živi sa svojom kćerkom Rose (Sissy Spacek), dragom ženom s blagim oblikom mentalnog poremećaja. Nakon što čuje da je njegovog brata Lylea (Harry Dean Stanton) s kojim nije pričao više od 10 godina udarila kap, Alvin ga odluči posjetiti nadajući se da će se njih dvojica pomiriti prije nego umru. Međutim, budući ga njegove noge i oči onemogućuju da dobije vozačku dozvolu, on na svoju trideset godina staru kosilicu spoji prikolicu i krene na putovanje dugačko 240 milja iz gradića Laurens (država Iowa) sve do Mount Ziona (država Wisconsin).
Film prati Alvinovo putovanje dugačko šest tjedana kroz ruralnu Ameriku, ljude koje susreće te način na koji on utječe na njihove živote i obrnuto. Nazvan modernom odisejom čovjeka koji se susreće s vlastitom smrtnošću, životnim pogreškama i vječnim obiteljskim sponama film je zaradio hvalospjeve kritičara, a Richard Farnsworth bio je nominiran u kategoriji najboljeg glavnog glumca za prestižne filmske nagrade Oscar i Zlatni globus.

## Radnja
Nakon što se Alvin Straight nije pojavio na uobičajenom piću s prijateljima, pronađu ga na podu njegove kuće, iako on inzistira na tome da mu "treba samo mala pomoć da ustane". Njegova kćerka Rose odvede oca doktoru koji mu savjetuje da se ostavi alkohola i duhana. Također mu govori da bi trebao početi koristiti hodalicu. Alvin to odbija i ne govori ništa Rose. Ubrzo potom Alvin saznaje da je njegovog brata Lylea udarila kap. Želeći ga posjetiti, a budući ne može voziti, Alvin skova plan da otputuje u gradić Mount Zion na svojoj "prastaroj" kosilici na koju će spojiti prikolicu, a unatoč protivljenju svoje obitelji i prijatelja. 
Alvinov prvi pokušaj propada: nakon početnih problema s pokretanjem motora stare kosilice, ne dođe daleko prije nego što se mašina u potpunosti ugasi, a on zamoli vozača autobusa da ga vrati nazad u grad. Tamo se iskaljuje na staroj kosilici gađajući i uništivši je pomoću sačmarice. U dućanu John Deere kupuje noviju kosilicu od trgovca (Everett McGill) i nastavlja svoj put.
Uskoro susreće mladu djevojku autostopericu koja mu se pridruži uz vatru nakon što padne mrak i kaže da nije mogla naći prijevoz. U razgovoru Alvin nasluti da je trudna (iako to nije fizički vidljivo) i da je pobjegla od kuće. Također otkriva i više informacija o svojoj kćerki: jedne noći netko je pazio na njezinu djecu i dogodio se požar u kojem je jedan od njezinih sinova gadno opečen; država ju je tada proglasila nekompetentnom da se brine o djeci i oduzela ih joj je. Alvin djevojci govori o važnosti obitelji opisujući skup štapova koje je vrlo teško slomiti ako stoje zajedno. Ujutro Alvin pronalazi skup štapića koje je djevojka ostavila pokraj kampa, implicirajući na taj način da se odlučila vratiti kući svojoj obitelji. Alvin nastavlja svoje putovanje. 
Iz skloništa koje je pronašao Alvin se divi olujnoj noći. Sljedećeg dana Alvin nailazi na grupu biciklista koji ga prestižu. Kasnije dolazi u njihov kamp gdje ga svi dočekuju uz pljesak. Govori im o tome kako izgleda starost. Nakon što ga jedan biciklist upita što je najgore u starosti, on odgovara: "Najgora stvar u starosti je prisjećati se mladosti." 
Sljedećeg dana Alvina zabrinjavaju ogromni kamioni koji prolaze pokraj njega na cesti. Uskoro susreće izluđenu ženu koja je upravo pregazila jelena i koja vrišti na sred ceste da konstantno gazi jelene na toj cesti bez obzira koliko se trudi izbjeći ih. Ona odlazi u suzama, a Alvin - kojemu je baš nedostajalo hrane - ispeče i pojede jelena te postavi njegove rogove na svoju prikolicu. 
Silazeći niz jedno brdo, Alvinu otkažu kočnice; on se bori održati kontrolu svoje ubrzale kosilice i jedva se uspijeva zaustaviti. Ljudi iz gradića u koji je upravo ušao pomažu Alvinu te konstatiraju da kosilica ima probleme s upravljačem. 
Alvina započinju mučiti problemi s nedostatkom novaca pa nazove kćerku Rose i zamoli je da mu pošalje ček od mirovine. Ostavlja tri dolara za korištenje telefona svojim novim domaćinima, a lokalni motorist ponudi odvesti Alvina ostatak puta do brata. Međutim, Alvin odbija istaknuvši da put želi završiti na svoj način. Stari ratni veteran pozove ga na piće, a tada mu Alvin ispriča priču kako ga progoni sjećanje iz rata kada je slučajno ubio jednog od svojih kolega snajperom. 
Alvinova kosilica je popravljena, ali mu braća blizanci koji su je popravljali žele naplatiti puno više, iako se obojica konstantno svađaju jedan s drugim. Alvin, međutim, uspješno pregovara o spuštanju cijene i objašnjava svoju misiju koju naziva "ponosom koji je teško progutati", ali da je "brat ipak brat". Braća uskoro shvaćaju poantu njegovog govora. 
Uskoro Alvin napravi kamp uz staro groblje i razgovara sa svećenikom. Svećenik prepoznaje Lyleovo ime i sjeća se da ga je udarila kap. Također govori Alvinu da Lyle nikad nije spomenuo da ima brata na što mu Alvin odgovara da "obojica nisu imali braću neko vrijeme". Alvin se želi pomiriti s Lyleom i smatra da sve ono što se dogodilo prije deset godina više nije važno. Svećenik mu na sve to odgovara "Amen". 
Sljedeća prepreka koju Alvin mora proći jesu problemi s motorom, tek nekoliko kilometara od bratove kuće. Alvin zastaje na sredini cesti, ne znajući što da učini. Veliki traktor uskoro prolazi pokraj njega i pomaže mu pa Alvin nastavlja sa svojom misijom. Velikodušni farmer odvede ga ostatak puta, na taj način osiguravši Alvinov sigurni dolazak pred bratovu kuću. 
Lyleova kuća je u lošem stanju. Pomoću svoja dva štapa Alvin dolazi do vrata i zaziva ga. Isprva se čini kao da Lylea nema, ali nakon što ipak dođe na Alvinovom licu vidimo veliko olakšanje. Dvojica braće stupaju u kontakt - jedan sa štapovima, drugi s kosilicom. Lyle poziva Alvina da sjedne. Lyle vidi kosilicu i prikolicu prikačenu na nju te upita Alvina da li ga je u tome došao posjetiti. Čini se da je Lyle iskreno dirnut ovom gestom. Posljednja scena pokazuje dvojicu muškaraca kako sjede na trijemu kuće i gledaju u zvijezde, baš kako su radili dok su bili djeca.

## Glumačka postava
- Richard Farnsworth kao Alvin Straight
- Sissy Spacek kao Rose Straight
- Jane Galloway Heitz kao Dorothy
- Joseph Carpenter kao Bud
- Donald Wiegert kao Sig
- Ed Grennan kao Pete
- Jack Walsh kao Apple
- James Cada kao Danny Riordan
- Wiley Harker kao Verlyn Heller
- Kevin Farley kao Harald Olsen
- John P. Farley kao Thorvald Olsen
- Anastasia Webb kao Crystal
- Barbara E. Robertson kao žena koja pregazi jelena
- John Lordan kao Svećenik
- Everett McGill kao Tom
- Harry Dean Stanton kao Lyle Straight

## Produkcija
Film Prava priča snimljen je na identičnoj ruti kojom se kretao Alvin Straight i sve su scene snimljene kronološkim redom. 
Za razliku od svih njegovih prijašnjih filmova (ili budućih), Pravu priču distribuirala je kuća Walt Disney Pictures nakon uspješnog debija u sklopu filmskog festivala u Cannesu, dobila je blagi rejting G od Američkog audio vizualnog centra i jedini je Lynchov film u kojem on uopće nije sudjelovao u pisanju scenarija (iako je isti napisala njegova dugogodišnja suradnica Mary Sweeney). Kao i na svim ostalim DVD izdanjima Lynchovih filmova niti na ovome nema popisa scena budući sam redatelj zahtijeva da se njegovi filmovi gledaju kao cjelina.
Glumac Richard Farnsworth za vrijeme snimanja filma bio je smrtno bolestan (rak kostiju) što je uzrokovalo paralizu nogu što se može vidjeti i u samom filmu. On je pristao glumiti Alvina Straighta iz čistog divljenja prema čovjeku, a sve kolege tijekom produkcije oduševio je svojom čvrstinom duha. Zbog goleme boli koju je prouzrokovala bolest, Farnsworth je sljedeće godine počinio samoubojstvo u dobi od 80 godina. 

## Glazba iz filma
Kompletnu glazbu iz filma komponirao je Angelo Badalamenti.
1. "Laurens, Iowa"
2. "Rose's Theme"
3. "Laurens Walking"
4. "Sprinkler"
5. "Alvin's Theme"
6. "Final Miles"
7. "Country Waltz"
8. "Rose's Theme (Variation)"
9. "Country Theme"
10. "Crystal"
11. "Nostalgia"
12. "Farmland Tour"
13. "Montage"

## Kritike
Film Prava priča dobio je pohvale kritike, a posebno je hvaljena Lynchove nekarakteristična tema kojom se bavi. Čak i godinama nakon premijere film još uvijek ima 95% pozitivnih kritika na popularnoj internet stranici Rotten Tomatoes.

## Nagrade i nominacije
Prava priča dobila je sveukupno 12 nagrada i 29 nominacija za razne filmske nagrade.
Film je bio nominiran za nagradu Zlatna palma na filmskom festivalu u Cannesu 1999. godine. Freddie Francis bio je nominiran za nagradu Zlatna žaba (Golden Frog). Richard Farnsworth je za svoj portret Alvina Straighta bio nominiran za najboljeg glavnog glumca za prestižnu filmsku nagradu Oscar čime je do danas najstarija osoba ikad nominirana u toj kategoriji. 

## Vanjske poveznice
- * Prava priča u internetskoj bazi filmova IMDb-a
- The Straight Story na Rotten Tomatoes
- The Straight Story  Arhivirana inačica izvorne stranice od 12. listopada 2007. (Wayback Machine) at the Arts & Faith Top100 Spiritually Significant Films  Arhivirana inačica izvorne stranice od 20. srpnja 2006. (Wayback Machine) list